# Dijana Kojić
Dijana Kojić, född 26 juli 1982, är en friidrottare från Bosnien och Hercegovina. Hon deltog vid olympiska sommarspelen 2000.